# 云南孩儿草
云南孩儿草（学名：Rungia yunnanensis）是爵床科孩儿草属的植物，是中国的特有植物。分布在中国大陆的云南等地，生长于海拔700米的地区，目前尚未由人工引种栽培。
其种加词 yunnanensis 意为“云南的”。